# Осакасаяма
Осакасаяма (яп. 大阪狭山市 О:сакасаяма-си) — город в Японии, находящийся в префектуре Осака. Площадь города составляет 11,86 км², население — 58 042 человека (1 августа 2014), плотность населения — 4893,93 чел./км².

## Географическое положение
Город расположен на острове Хонсю в префектуре Осака региона Кинки. С ним граничат города Сакаи, Тондабаяси, Каватинагано.

## Население
Население города составляет 58 042 человека (1 августа 2014), а плотность — 4893,93 чел./км². Изменение численности населения с 1980 по 2005 годы:
| 1980 | 46 508 чел. |  |
| 1985 | 50 246 чел. |  |
| 1990 | 54 319 чел. |  |
| 1995 | 57 647 чел. |  |
| 2000 | 56 996 чел. |  |
| 2005 | 58 208 чел. |  |

## Символика
Деревом города считается сакура, цветком — рододендрон.